# Janusz Zemke
Janusz Władysław Zemke (ur. 24 lutego 1949 w Kowalewie Pomorskim) – polski polityk, doktor nauk politycznych.
W latach 1989–1990 pierwszy sekretarz Komitetu Wojewódzkiego PZPR w Bydgoszczy. W latach 2001–2005 sekretarz stanu w Ministerstwie Obrony Narodowej. W latach 1989–2009 poseł na Sejm X, I, II, III, IV, V i VI kadencji, w latach 2009–2019 deputowany do Parlamentu Europejskiego VII i VIII kadencji.

## Życiorys

### Rodzina i wykształcenie
Syn Pawła i Anieli. Jego rodzice pracowali jako nauczyciele. Absolwent IV Liceum Ogólnokształcącego im. Lucjana Szenwalda w Bydgoszczy. W 1970 ukończył studia na Wydziale Prawa i Administracji Uniwersytetu Mikołaja Kopernika w Toruniu, następnie w 1977 uzyskał stopień doktora w zakresie politologii w Wyższej Szkole Nauk Społecznych przy KC PZPR. Uzyskał stopień porucznika, służył m.in. w 12 Dywizji Zmechanizowanej w Szczecinie.

### Działalność zawodowa i polityczna

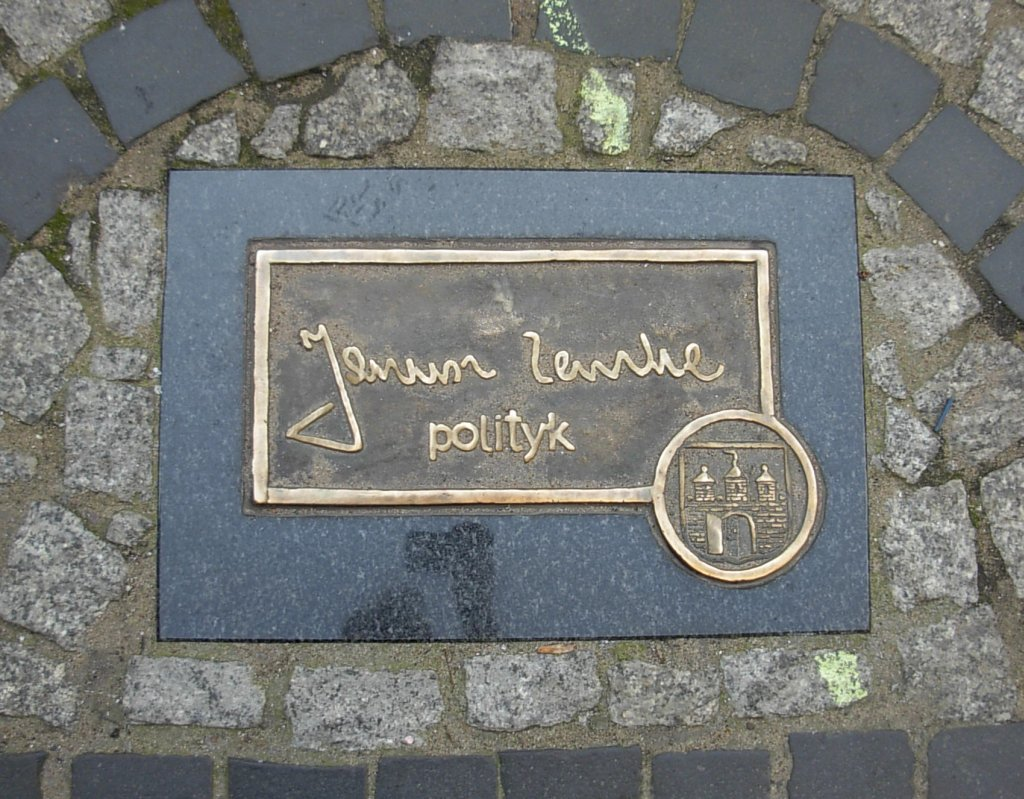
Tablica w Bydgoskiej Alei Autografów

Od 1964 należał do Związku Młodzieży Socjalistycznej. Od 1969 był członkiem Polskiej Zjednoczonej Partii Robotniczej, w latach 1969–1970 wchodził w skład komitetu uczelnianego PZPR na UMK. W latach 1970–1977 był pracownikiem naukowym Akademii Techniczno-Rolniczej w Bydgoszczy. W latach 1972–1974 pełnił funkcję przewodniczącego zarządu wojewódzkiego ZMS. Od 1973 do 1976 członek zarządu głównego ZMS. W latach 1977–1980 inspektor w Instytucie Podstawowych Problemów Marksizmu-Leninizmu przy KC PZPR w Warszawie. Do 1981 pracował w wydziale socjalno-zawodowym KC PZPR. Od 1981 do 1983 był sekretarzem ds. propagandy, a od 1983 do 1986 sekretarzem ds. organizacyjnych komitetu wojewódzkiego w Bydgoszczy. W okresie 1986–1989 pracował jako zastępca kierownika w KC. Od 1989 do 1990 sprawował funkcję pierwszego sekretarza KW PZPR w Bydgoszczy.
W 1990 wstąpił do Socjaldemokracji Rzeczypospolitej Polskiej, gdzie zasiadał we władzach krajowych tej partii.
W wyborach parlamentarnych w 1989 został wybrany posłem z ramienia PZPR. W 1991, 1993, 1997, 2001 i 2005 uzyskiwał mandat posła na Sejm kolejnych kadencji z ramienia Sojuszu Lewicy Demokratycznej. W latach 1997–2001 reprezentował Sejm RP w Komisji Technologii Wojskowych w Unii Zachodnioeuropejskiej. W 1999 został członkiem Sojuszu Lewicy Demokratycznej. Zasiadł w Zarządzie Krajowym SLD. W latach 2001–2005 pełnił funkcję sekretarza stanu w Ministerstwie Obrony Narodowej z ramienia SLD.
W wyborach parlamentarnych w 2007 uzyskał kolejny raz reelekcję, kandydując z listy koalicji Lewica i Demokraci w okręgu bydgoskim i otrzymując 42 347 głosów. Był przewodniczącym Komisji Obrony Narodowej, zasiadał w Komisji do Spraw Służb Specjalnych, okresowo jako jej przewodniczący. W 2008 wstąpił do klubu poselskiego Lewica. W wyborach do Parlamentu Europejskiego w 2009 wystartował w listy Sojuszu Lewicy Demokratycznej – Unii Pracy. Uzyskał mandat eurodeputowanego z wynikiem 69 776 głosów. W PE został członkiem Postępowego Sojuszu Socjalistów i Demokratów. W wyborach do Parlamentu Europejskiego w 2014 uzyskał reelekcję, otrzymując 62 188 głosów. W wyborach do Parlamentu Europejskiego w 2019 kandydował z listy Koalicji Europejskiej, jako kandydat SLD. Nie uzyskał jednak reelekcji, zdobywając 53 157 głosów.

## Życie prywatne
Żonaty, ma trójkę dzieci.

## Publikacje
- ZSL w systemie politycznym Polski Ludowej. Warszawa: Wydawnictwo Naukowe PWN, 1979. ISBN 978-83-01-00703-4. Brak numerów stron w książce

## Odznaczenia i wyróżnienia
- Krzyż Oficerski Orderu Odrodzenia Polski
- Krzyż Kawalerski Orderu Odrodzenia Polski (1984)
- Srebrny Krzyż Zasługi (1977)
- Srebrny Medal „Za zasługi dla obronności kraju” (2010)[9]
- Odznaka pamiątkowa Pomorskiego Okręgu Wojskowego (2005)[10]
- Tablica w Bydgoskiej Alei Autografów, odsłonięta w 2009 z inicjatywy rady miejskiej SLD

## Wyniki wyborcze
| Wybory | Komitet wyborczy | Komitet wyborczy                              | Organ                              | Okręg | Wynik  |
| ------ | ---------------- | --------------------------------------------- | ---------------------------------- | ----- | ------ |
| 1989   |                  | Polska Zjednoczona Partia Robotnicza          | Sejm X kadencji                    | nr 13 | 35 514 |
| 1991   |                  | Sojusz Lewicy Demokratycznej                  | Sejm I kadencji                    | nr 17 | 22 192 |
| 1993   |                  | Sojusz Lewicy Demokratycznej                  | Sejm II kadencji                   | nr 6  | 33 234 |
| 1997   |                  | Sojusz Lewicy Demokratycznej                  | Sejm III kadencji                  | nr 6  | 26 913 |
| 2001   |                  | KKW Sojusz Lewicy Demokratycznej – Unia Pracy | Sejm IV kadencji                   | nr 4  | 29 104 |
| 2005   |                  | Sojusz Lewicy Demokratycznej                  | Sejm V kadencji                    | nr 4  | 33 672 |
| 2007   |                  | KKW Lewica i Demokraci SLD+SDPL+PD+UP         | Sejm VI kadencji                   | nr 4  | 42 347 |
| 2009   |                  | KKW Sojusz Lewicy Demokratycznej – Unia Pracy | Parlament Europejski VII kadencji  | nr 2  | 69 776 |
| 2014   |                  | KKW Sojusz Lewicy Demokratycznej – Unia Pracy | Parlament Europejski VIII kadencji | nr 2  | 62 118 |
| 2019   |                  | KKW Koalicja Europejska PO PSL SLD .N Zieloni | Parlament Europejski IX kadencji   | nr 2  | 53 157 |